# 塙翔平
塙 翔平（はなわ しょうへい、1989年12月28日 - ）は日本のオペラ歌手。元子役・元俳優。東京都出身。

## 来歴・概要
- 血液型はO型。
- 子役時代はセントラル子供タレントに所属していた。
- 1995年放送のドラマ「セカンド・チャンス」で田中美佐子演じる藤井春子の三男・昇(通称・のんちゃん)役で出演し、人気を博した。
- 2002年成城学園中学校入学。2005年成城学園高等学校入学。2008年桐朋学園大学音楽学部入学。
- 桐朋学園大学音楽学部音楽学科声楽専攻卒業、同大学研究科修了[1]。
- オペラ歌手としての声質はバリトン[2]。
- 2022年現在ではNPO法人のオペラ制作団体『Vivid Opera Tokyo』の代表を務めており、撮影や編集に加えて演出・脚本・ナレーションも手掛けている[2]。

## 出演作品
テレビドラマ
- 炎立つ（NHK総合, 1993年7月4日 - 1994年3月13日） - 藤原 伴丸 役
- 菊亭八百善の人びと 幻の高級江戸料理!美人女将の細腕繁盛記（ANB, 1994年2月3日）
- はぐれ刑事純情派 VII（EX, 1994年4月27日)
- 荒木又右衛門～男たちの修羅（TX, 1994年10月5日）
- セカンド・チャンス（TBS, 1995年4月14日 - 6月30日）-藤井 昇 役
- ふたりの夫を愛した私（TBS, 1995年10月3日）
- 土曜ワイド劇場「こちら禅寺探偵局」（ANB, 1996年5月4日） - 川田 勇 役
- 月曜ドラマスペシャル「ハロー張りネズミ」（TBS, 1996年6月10日） - 米田 一也 役
- 帰ってきたセカンド・チャンス（TBS, 1996年12月30日）-野田昇 役
- ウルトラマンガイア 第24話「アグルの決意」（TBS, 1999年2月20日） - サトシ役

CM
- 武田薬品工業「ビタミンサラダ」
- ブルボン